# Mistrzostwa Europy w Lekkoatletyce 1962 – pchnięcie kulą kobiet

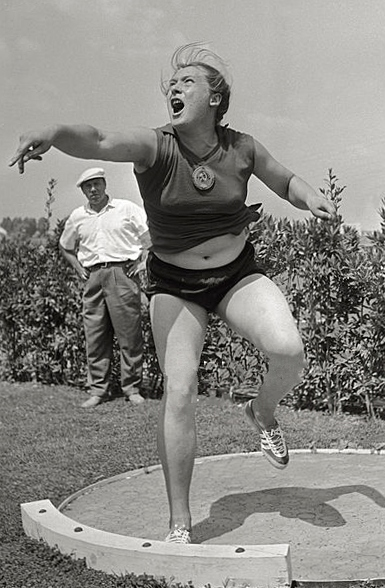
Tamara Press

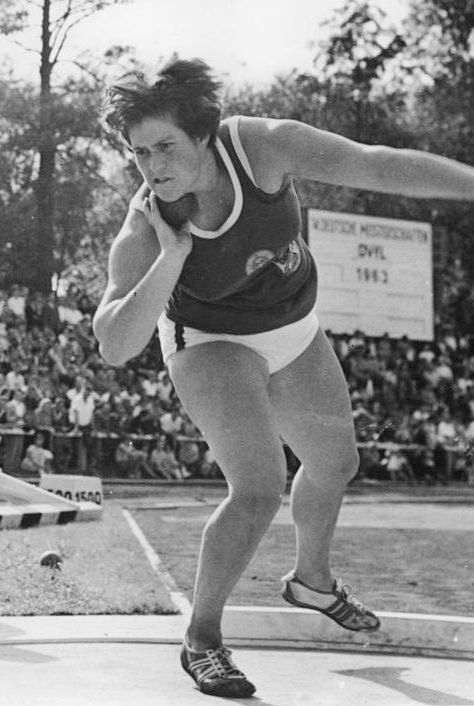
Renate Garisch

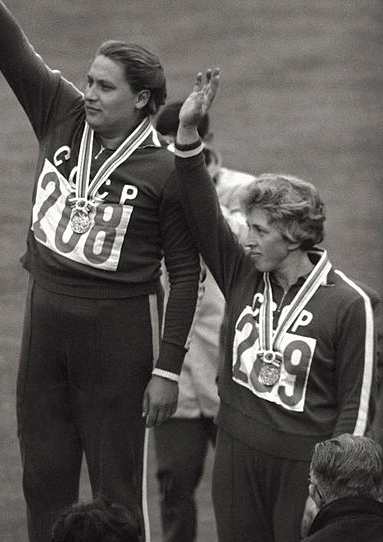
Tamara Press i Galina Zybina (z prawej)

Pchnięcie kulą kobiet było jedną z konkurencji rozgrywanych podczas VII Mistrzostw Europy w Belgradzie. Rozegrano od razu finał 12 września 1962. Zwyciężczynią tej konkurencji została reprezentantka ZSRR Tamara Press, rekordzistka świata, która również zwyciężyła w rzucie dyskiem. W rywalizacji wzięło udział dwanaście zawodniczek z siedmiu reprezentacji.

## Rekordy
| Rekord świata     | Tamara Press (SUN)    | 18,55 | Lipsk, NRD         | 10.06.1962 |
| Rekord Europy     | Tamara Press (SUN)    | 18,55 | Lipsk, NRD         | 10.06.1962 |
| Rekord mistrzostw | Marianne Werner (DEU) | 15,74 | Sztokholm, Szwecja | 23.08.1958 |

## Wyniki
| Miejsce | Zawodniczka        | Wynik | Uwagi |
| ------- | ------------------ | ----- | ----- |
| 1       | Tamara Press       | 18,55 | =     |
| 2       | Renate Garisch     | 17,17 |       |
| 3       | Galina Zybina      | 16,95 |       |
| 4       | Johanna Hübner     | 15,97 |       |
| 5       | Wilfriede Hoffmann | 15,75 |       |
| 6       | Ana Conan          | 15,26 |       |
| 7       | Iwanka Christowa   | 15,16 |       |
| 8       | Judit Bognár       | 14,44 |       |
| 9       | Maria Czorbowa     | 14,33 |       |
| 10      | Suzanne Allday     | 13,85 |       |
| 11      | Stefania Kiewłen   | 13,76 |       |
| 12      | Mary Peters        | 13,15 |       |